# Olivia Mokiejewski
Pour les articles homonymes, voir Mokiejewski.
Olivia Mokiejewski est une journaliste française née le 6 juin 1977 à Suresnes.
Elle est spécialisée dans l'économie de l'environnement et a participé à la réalisation de documentaires télévisuels traitant de l'écologie.

## Biographie
Fille du réalisateur Jean-Pierre Mocky, Olivia Mokiejewski obtient un DEA en économie internationale et économie des pays en transition, et commence sa vie professionnelle à 23 ans comme journaliste économique[réf. souhaitée], tout en étant bénévole au WWF. Elle passe au bureau AFP de New York puis à LCI. Elle change de rôle et passe derrière l'écran en devenant journaliste reporter d'images pour France 2, Canal+, M6, avant de revenir sur France 2, prenant encore de nouvelles responsabilités comme rédactrice en chef de Vu du ciel, émission présentée par Yann Arthus-Bertrand,. 
La réalisation des Orphelins du paradis lui permet de continuer à concilier ses convictions et ses responsabilités télévisuelles. La série L’Emmerdeuse contribue à révéler une nature « mélange singulier d’audace et de retenue », selon les propos d'Olivier Zilbertin, journaliste du Monde.

## Émissions
Olivia Mokiejewski a collaboré aux émissions :
- Ils font bouger la France (France 2)
- Un autre Monde (France 2)
- Nous ne sommes pas des anges (Canal +)
- Capital et Capital Terre (M6)
- Vu du ciel[2], rédactrice en chef adjointe (France 2)
- Les Orphelins du paradis (France 2)[3],[4]
- L'Emmerdeuse (France 2)[5]

## Documentaires
- Rhino Dollars, 2018[6],[7].
- Coca-Cola la Formule secrète du succès
- "Lolita", méprise sur un fantasme, 2021

## Publication
- Le peuple des abattoirs, Paris, Grasset et Fasquelle, 2017, 180 p.  (ISBN 978-2-246-85375-6).

## Vie privée
Olivia Mokiejewski a été mariée à Bruno Dranesas. Ils sont divorcés.

### Articles de presse
- Olivier Zilbertin, « Olivia Mokiejewski, sacrée nature », Le Monde,‎ 26 décembre 2013 (lire en ligne).
- Rédaction Le Parisien, « « L’emmerdeuse » fait des bulles », Le Parisien,‎ 8 janvier 2013 (lire en ligne).
- P. O. Meyer, « Olivia Mokiejewski - Une gazelle chez les guépards », France-Soir,‎ 13 novembre 2010 (lire en ligne).